# 里帕布利克鎮區 (堪薩斯州克萊縣)
里帕布利克鎮區（英語：Republican Township）為美國堪薩斯州克萊縣的鎮區。2010年美国人口普查中該鎮區人口有1,142人。

## 地理
里帕布利克鎮區涵蓋面積83.91平方（32.40平方英里），境內設有一座城市：韋克菲爾德。

### 墓園
根據美國地質調查局的資料，此鎮區擁有1座墓園：
- 馬杜拉墓園（Madura Cemetery）

### 溪流
通過此鎮區的溪流有：
- 凱恩溪（Cane Creek）
- 昆比溪（Quimby Creek）

### 機場
- 韋克菲爾德市立機場（Wakefield Municipal Airstrip）

## 人口統計
根據2010年美國人口普查，里帕布利克鎮區人口有1,142人，人口密度為13.61人/每平方公里。此鎮區居民之種族有95.27%為白人；0.35%為非裔美洲人；0.53%為美洲原住民；0.53%為亞洲人；0%為太平洋島民；0.26%為其他種族；另外有3.06%為混血種族。而西班牙裔或拉丁裔美洲人佔此鎮區人口的3.15%。

## 外部連結
- US-Counties.com
- City-Data.com[永久]